# Katemeshi

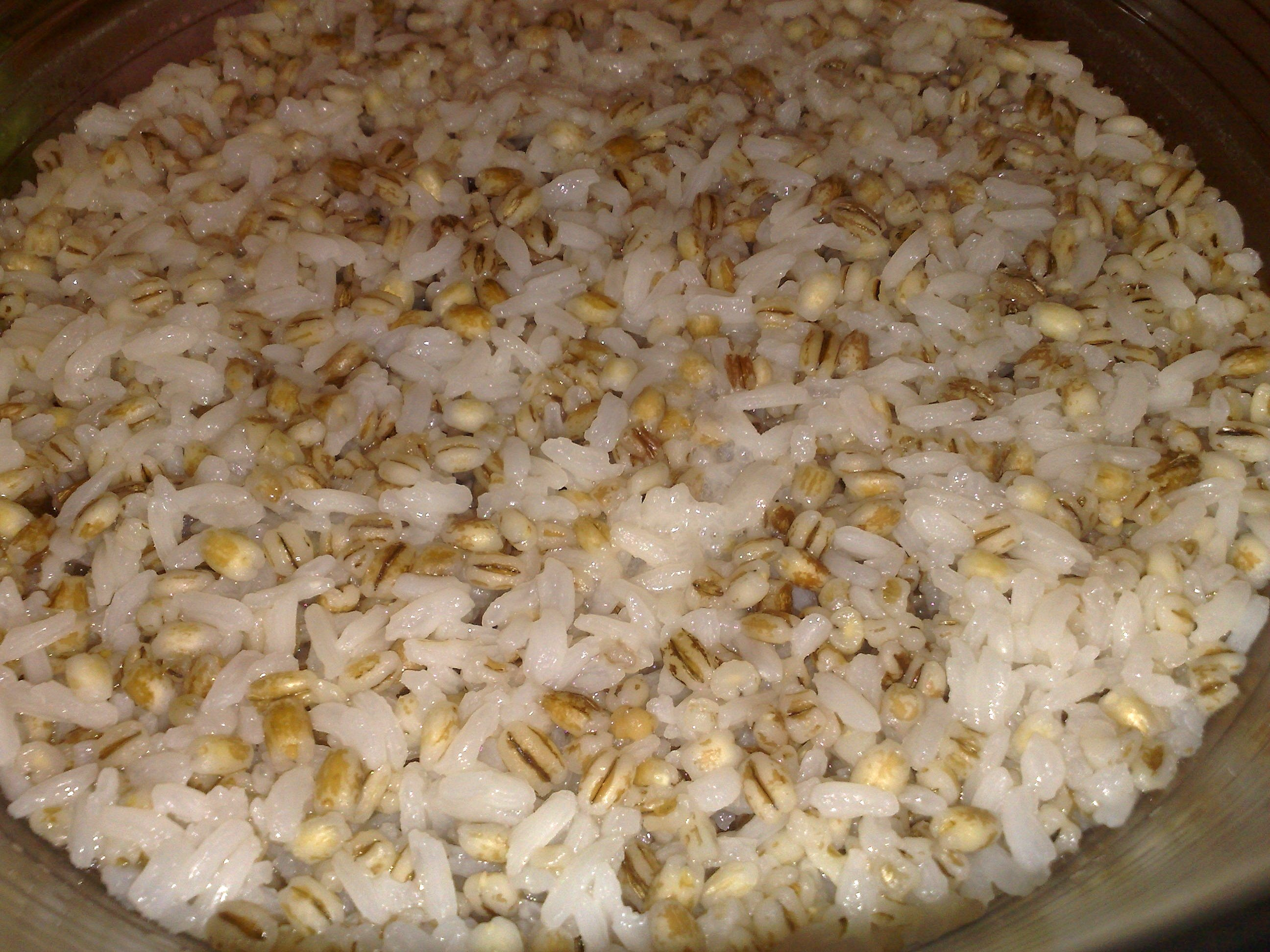
Gerstenreis (jap. mugi-meshi oder haku-meshi)

Katemeshi (jap. 糅飯, dt. „gemischter Reis“, selten: 糧飯, dt. „Nahrungsreis“) bezeichnet eine Gruppe japanischer Reisgerichte.
Da Reis zur Taishō-Zeit verhältnismäßig teuer war, gab es ihn kaum pur zu essen, sondern zumeist mit Gemüse oder Getreide gemischt.
Purer, gekochter weißer Reis war bis zu Beginn der Shōwa-Zeit eine Luxusspeise, die Festtagen vorbehalten blieb. Vor allem mischte man Gerste (mugi-meshi oder haku-meshi, dt. Gerstenreis) oder Gerstenschrot (hikiwari; das Gericht hieß wari-meshi) unter den Reis. Ihr Anteil variierte. Aber auch Hirse wurde dem Reis beigegeben (kibi-meshi), wobei echter Hirse den Vorzug gegeben wurde und die Reismischung mit Japanhirse (hie-meshi) als Gericht der Armen galt, da sie als unansehnlich erachtet wurde und der Reis nicht so klebte. Die Hirse, die sich beim Kochen oben absetzte, wurde zur Feldarbeit mitgenommen. Der Reis unten im Topf war meist den Kindern vorbehalten. Andere Zutaten waren beispielsweise Kartoffeln, Süßkartoffeln oder getrocknete Rettichblätter (hiba).
daikon-meshi (dt. Rettichreis) wurde im Winter aus Mangel anderer Zutaten gegessen, soll aber unappetitlich gewesen sein.